# Renewal (Kreator-Album)
Renewal („Erneuerung“) ist das sechste Studioalbum der deutschen Thrash-Metal-Band Kreator. Es erschien im Oktober 1992 auf Noise Records und ist das erste, auf dem die Band von ihrem bisherigen Thrash-Stil entscheidend abweicht und einige Einflüsse aus dem Industrial Metal und Hardcore integriert. Renewal ist das letzte Album mit dem Bassisten und Gründungsmitglied Rob Fioretti.

## Entstehung und Musikstil
Da Kreator mit der Produktion von Coma of Souls nicht gänzlich zufrieden waren, machte sich die Band für Renewal auf die Suche nach einem neuen Produzenten und wurde in Tom Morris, mit seinem Morrisound-Studio verantwortlich für viele US-Death-Metal-Produktionen, fündig. Doch entwickelte sich der Stil nicht in diese Richtung, sondern nahm laut Aussage des Sängers Mille Petrozza Elemente von Industrial und Hardcore auf. Auch hätten einige Songs einen „psychedelischen Touch“. Grundgedanke war jedoch der Wunsch nach einer Soundveränderung:

„Erst mal wollen wir sowieso weg von diesem Schubladendenken. Das war das erste, was wir im Kopf hatten, bevor wir uns überhaupt an die neue Platte herangemacht haben. (...) Aber die Grundelemente sind immer noch dieselben. Es sind einige Songs dabei, die mit das Aggressivste sind, was wir je geschrieben haben.“

Die Veränderung zeigte sich auch in Morris’ Produktion, insbesondere im trockenen Schlagzeugklang mit einer hohl wirkenden Snare, den etwas gedämpften und zurückgenommenen Gitarren und den im Vordergrund stehenden, aber im Vergleich zu früheren Alben weniger hohen und klareren Gesangslinien. Enthalten war mit Realitätskontrolle auch eine instrumentale, Industrial-inspirierte Klangcollage.
Nach den Aufnahmen zu Renewal tourte die Band zunächst in Großbritannien und den Benelux-Ländern, ab Anfang 1993 folgte eine Tour mit Biohazard durch das übrige Europa.

## Texte
Die Texte bezeichnete Petrozza als „symbolische Inhalte, die sich vielseitig auslegen lassen“. Zum Teil färbe seine Lektüre von New-Age-Literatur auf die Songtexte ab. Der Titel Renewal handle davon, „alte Ideen zu überdenken und neue Schlüsse zu ziehen, nicht nur in eine Richtung zu denken.“ Die Songs seien aber nicht als „Predigten“ zu verstehen. Europe After the Rain kann auf organisierten Rechtsextremismus bezogen werden, enthält aber auch einige aus Nachrichtensendungen stammende Samples, die auf die Situation des damaligen Jugoslawien-Krieges, besonders in Bosnien-Herzegowina, verweisen.

## Rezeption
Auf allmusic.com vergab Eduardo Rivadavia für Renewal zweieinhalb von fünf Sternen. Er beschrieb das Album als geradezu „schockierend“ für Fans einer Band, die sich seit ihrer Gründung kaum geändert habe, obwohl es auf ihm eine kleine Zahl gefälliger Songs gebe. Demgegenüber wurde die Platte im deutschen Rock Hard äußerst positiv aufgenommen, sie belegte in den damaligen monatlichen „Redaktionscharts“ Platz zwei hinter Dirt von Alice in Chains. Chefredakteur Holger Stratmann vergab 9,5 von 10 Punkten, nannte die Platte die „Überraschung des Monats“ und attestierte ihr „internationales Niveau“. Vergleiche mit Pantera und Prong wurden hier gezogen. Alex Straka von Powermetal.de bezeichnete Renewal als „Frischzellenkur“. Zwar hätten sich einige Fans mit der Platte, besonders dem Gesang, schwergetan. Doch sei sie insgesamt „interessant und innovativ“ und müsse als „eigenständiges Kunstprodukt“ gesehen werden.

## Titelliste
1. Winter Martyrium – 5:43
2. Renewal – 4:36
3. Reflection – 6:15
4. Brainseed – 3:17
5. Karmic Wheel – 6:06
6. Realitätskontrolle – 1:22
7. Zero to None – 3:12
8. Europe After the Rain – 3:19
9. Depression Unrest – 5:05

Alle Songs wurden von Kreator geschrieben, Texte von Mille Petrozza.

## Artwork
Das Cover wurde von Dave McKean gestaltet, der zuvor für Paradise Lost (Shades of God) und My Dying Bride tätig war. Es ist von einem Bild von M. C. Escher namens Der Traum beeinflusst.